# Schoenotenes elasma
Schoenotenes elasma – gatunek motyla z rodziny zwójkowatych.
Gatunek ten został opisany w 2013 roku przez Józefa Razowskiego.
Motyl znany z pojedynczego okazu samicy rozpiętości skrzydeł 34 mm. Głowa szarawobiała, a tułów szarawy. Przednie skrzydła białawe, nakrapiane i oblane szarawo oraz rdzawobrązowo znaczone. Tylne skrzydła jasnobrązowawoszare. Narządy rozrodcze samicy o lekko skręconym ductus bursae, piłkowanym signum oraz szerokiej, płytkowatej sterygmie.
Owad znany wyłącznie z indonezyjskiej wyspy Seram.